# The Rods
The Rods es un grupo de heavy metal estadounidense, formado en Nueva York en 1980 por el exmiembro de Elf: Jacques "Meth" Feinstein, en guitarra y voz, más Landon Canedy en batería y voz y Gary Bordonaro en bajo y voz.

## Carrera
El trío lanzó un primer álbum en 1980 por la pequeña compañía independiente californiana Primal, titulado Rock Hard. Al año siguiente son fichados por Arista Records y producen un segundo disco: The Rods, el cual los da a conocer.
Este disco homónimo de 1981 consiste, en buena parte, en una regrabación del álbum debut.
Hacia 1982 lanzan el LP Wild Dogs, también por Arista, álbum gracias al cual son editados y descubiertos en Europa, como una especie de versión americana de la NWOBHM.
A partir de aquí, y con algunos cambios en la formación, editan varios discos a través de diversas compañías especializadas en heavy metal como Shrapnel o Combat Records (In the Raw, Live, Let The Eat Metal), siempre apuntando a un público minoritario y muy específico.
En 1986 aparece Hollywood, un álbum publicado bajo el nombre de «Canedy, Feinstein, Bordonaro & Caudle» , el cual terminan de definir el estilo del Mathcore,cual el cual varias bandas le deben su influencia, tocando temas como las adicciones,la violencia y la muerte,fue producido por el sello Passport.
Seguido de Heavier Than Thou, de 1987, también por Passport, el cual contó con los miembros fundadores Feinstein & Canedy, más Shmoulik Avigal y el ex-Elf Craig Gruber.
Heavier Than Thou sería el último disco de The Rods hasta su regreso en 2011 con Vengeance, álbum que reunió al trío original (Feinstein, Bordonaro, Canedy), y que fue lanzado por la productora Niji Entertainment, manejada por Wendy Dio (esposa y mánager de Ronnie James Dio).
El mismo Ronnie James Dio (primo de Feinstein) participa en un tema de Vengeance: "The Code", una de las últimas grabaciones del mítico vocalista.

## Legado e influencias
La banda se caracteriza por su sonido potente, coros melódicos influenciados por la música neoclásica, y guitarras que comenzaron simples y pesadas, pero con el tiempo, fueron metiendo más tecnicismo.
La banda es una de las más importantes de La escuela estadounidense de Metal junto a otros grupos como Virgin Steele, Armored Saint, Cirith Ungol, Liege Lord y Omen, teniendo al igual que estas, fuertes influencias de grupos americanos de la época como Alice Cooper, Sir Lord Baltimore, Blue Oyster Cult, Cactus, Montrose y Iron Butterfly.
Al principio empezaron con un heavy metal pesado y directo, pero en 1984 empezaron a utilizar elementos más técnicos, crudos y psicodélicos, siendo una fuerte influencia para lo que posteriormente se llamaría mathcore, de hecho, se dice que el apodo de Feinstein, Meth, fue lo que dio influencia al nombre al dicho género.
La banda también ha sido una fuerte influencia para varios grupos de diferentes escenas como glam metal, stoner metal, metal progresivo y speed metal, siendo mencionado como influencia por grupos como Alias, Adema, Animal,  Blitz, Black Rain, Crashdïet, Crazy Lixx, Dream Theater, Disturbed, Emperor, Fates Warning, Rorschach, Lethargy, Hoobastank, Sum 41, Pennywise, Seduce, Havok, Arakain,  Icon, Keel, Hawk, Lynch Mob, Dokken, Mötley Crüe, Of Mice & Men, Testament, Voivod, Sacrifice, Racer X, Tesla, Methods of Mayhem, Periphery, Drowning Pool, Pantera, Brides of Destruction, Kyuss, Sixx:A.M, Rough Cutt, Helstar, Flaw, Saint Vitus, Godsmack, Sevendust, Slipknot, System of a Down, Samael , Isis, Nile, Pretty Boy Floyd, Nitro, Medication, Carnifex, Crush 40, Helmet, Lamb of God, Black Label Society, Stalker, Anthrax, Megadeth, Five Finger Death Punch, S.O.D. entre otros más.

## Discografía
- Rock Hard (1980)
- The Rods (1981)
- Wild Dogs (1982)
- In the Raw (1983)
- The Rods Live (1984)
- Let Them Eat Metal (1984)
- Hollywood (1986) - como "Canedy, Feinstein, Bordonaro & Caudle"
- Heavier Than Thou (1987)
- Vengeance (2011)